# یوتا

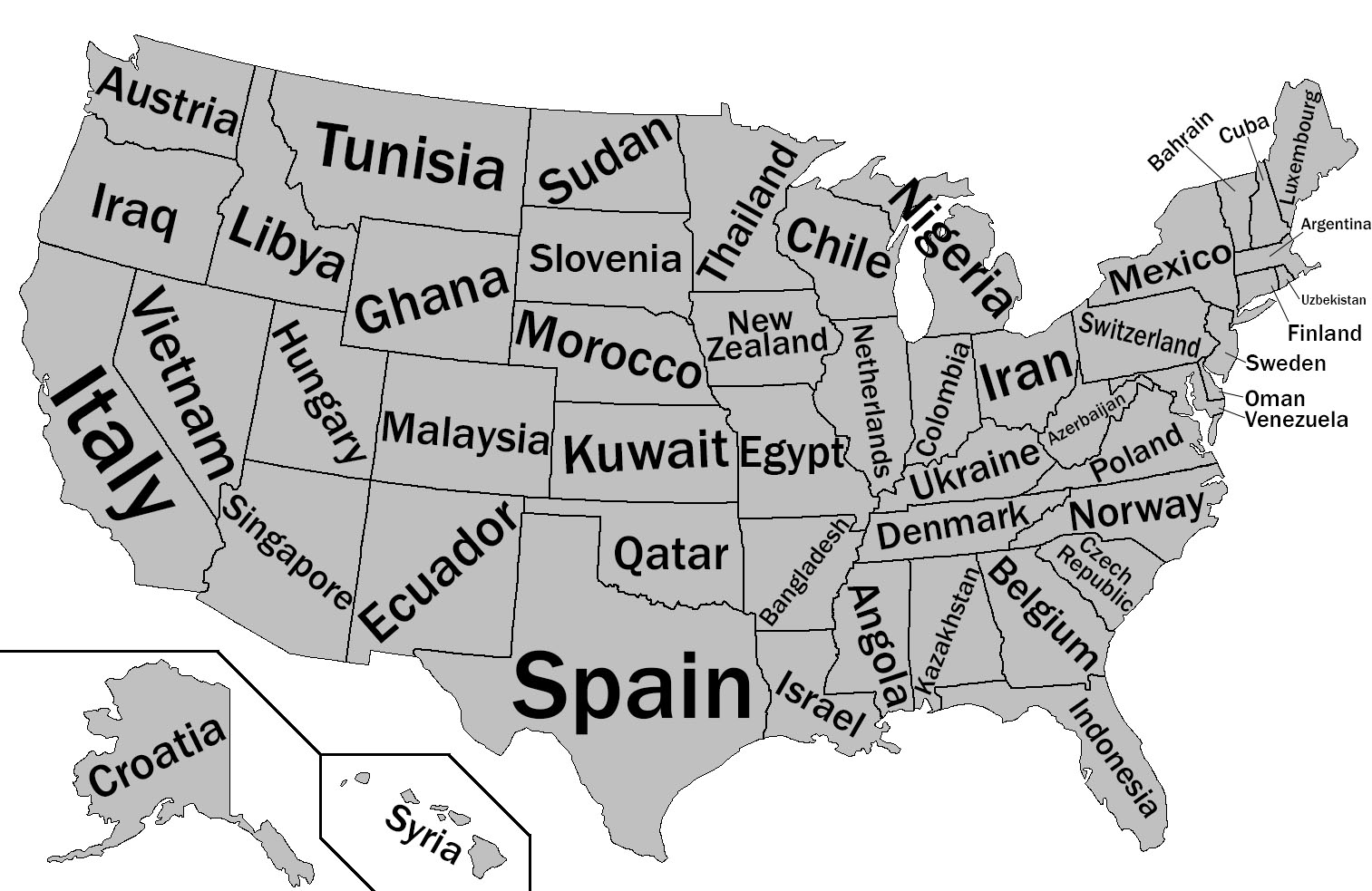
مقایسهٔ تولید ناخالص داخلی ایالت‌های آمریکا با کشورهای دیگر در سال ۲۰۱۲.
ایالت یوتا در این سال تولید ناخالصی اش قابل مقایسه با کشور مجارستان بوده‌است.

یوتا (به انگلیسی: Utah) ایالتی است در ایالت‌های غربی آمریکا. پایتخت و شهر مهم آن سالت‌لیک‌سیتی است. پرووو شهر دوم ایالت است. یوتا همچنین جزو ایالت‌های غرب آمریکا به‌شمار می‌آید. جمعیت این ایالت  سه میلیون و سیصد هزار نفر است و شهر سالت‌لیک‌سیتی، مرکز ایالت،دویست هزار نفر جمعیت دارد. یوتا در تاریخ ۴ ژانویه سال ۱۸۹۶ به عنوان چهل و پنجمین ایالت به ایالات متحده پیوست. یوتا سیزدهمین ایالت بزرگ آمریکا و ۳۴امین ایالت پرجمعیت این کشور است.
حدود ۸۰ درصد از مردم این ایالت در منطقه‌ای که به «کناره واساچ» (Wasatch Front) شهرت دارد زندگی می‌کنند که شامل چندین شهر نزدیک به هم در کوهپایه‌های کوهستان واساچ است. این تمرکز جمعیت در یک منطقه باعث شده‌است که بخش‌های بزرگی از ایالت تقریباً خالی از سکنه بمانند و یوتا از نظر درصد جمعیت شهرنشین در رتبه ششم در میان ایالات آمریکا قرار بگیرد.
یوتا از سوی شرق با کلرادو، از شمال شرق با وایومینگ، در شمال با آیداهو، از سمت جنوب با آریزونا، و از غرب با نوادا هم‌مرز است. جنوب شرق یوتا نیز در نقطه‌ای مرز کوچکی با گوشه‌ای از ایالت نیومکزیکو دارد.
یوتا از نظر مذهب یک‌دست‌ترین ایالت آمریکا است. ۶۳ درصد از جمعیت یوتا از پیروان مذهب مورمون هستند که از شاخه‌های مسیحیت است. این مذهب تأثیر بسیاری بر فرهنگ و زندگی روزمره مردم یوتا داشته‌است که از آن‌جمله پرهیز از نوشیدن آشامیدنی‌های الکلی و همچنین چای، و قهوه توسط مردم مورمون است. همچنین نرخ رشد جمعیت در این ایالت بیش از سایر ایالت‌های آمریکاست که این موضوع با تمایلات سنتی و خانواده دوستی مورمون‌ها مرتبط است.
مهم‌ترین نهادهای آموزش عالی این ایالت دانشگاه بریگهم یانگ، دانشگاه یوتا، و دانشگاه ایالتی یوتا هستند. از چهره‌های نامدار این ایالت می‌توان لوید میلر و بریگهم یانگ را نام برد.

## جغرافیا
نام یوتا از واژه سرخ‌پوستی «یوته» برگرفته شده‌است که به معنای سرزمین مردم کوهستان می‌باشد. ایالت یوتا البته در میان رشته کوه‌های راکی قرار دارد و کوه‌های پوشیده از برف ایالت را می‌توان از شهر پایتخت ایالت سالت لیک سیتی مشاهده کرد. غرب ایالت را نمکزار و دریاچه‌های خشکیده نمک پوشانیده است. دریاچه بزرگ نمک در نزدیکی پایتخت قرار گرفته‌است. از این رو، این ایالت دارای تنوع آب و هوایی است. در حالی که آب و هوای غالب نیمه خشک و بیابانی است اما وجود برف و هوای سرد در برخی مناطق جاذبه‌های گردشگری زمستانی ایجاد کرده‌است؛ به نحوی که المپیک زمستانی سال ۲۰۰۲ در این ایالت برگزار شد.

## اقتصاد
در سال ۲۰۱۲، این ایالت تولید ناخالص داخلی برابر با ۱۴۲٬۳۲۹ میلیارد دلار داشت، که بیشتر از تولید ناخالص داخلی کشور مجارستان (۱۲۵٬۵۰۸ میلیارد دلار) بود.

## پارک‌های ملی

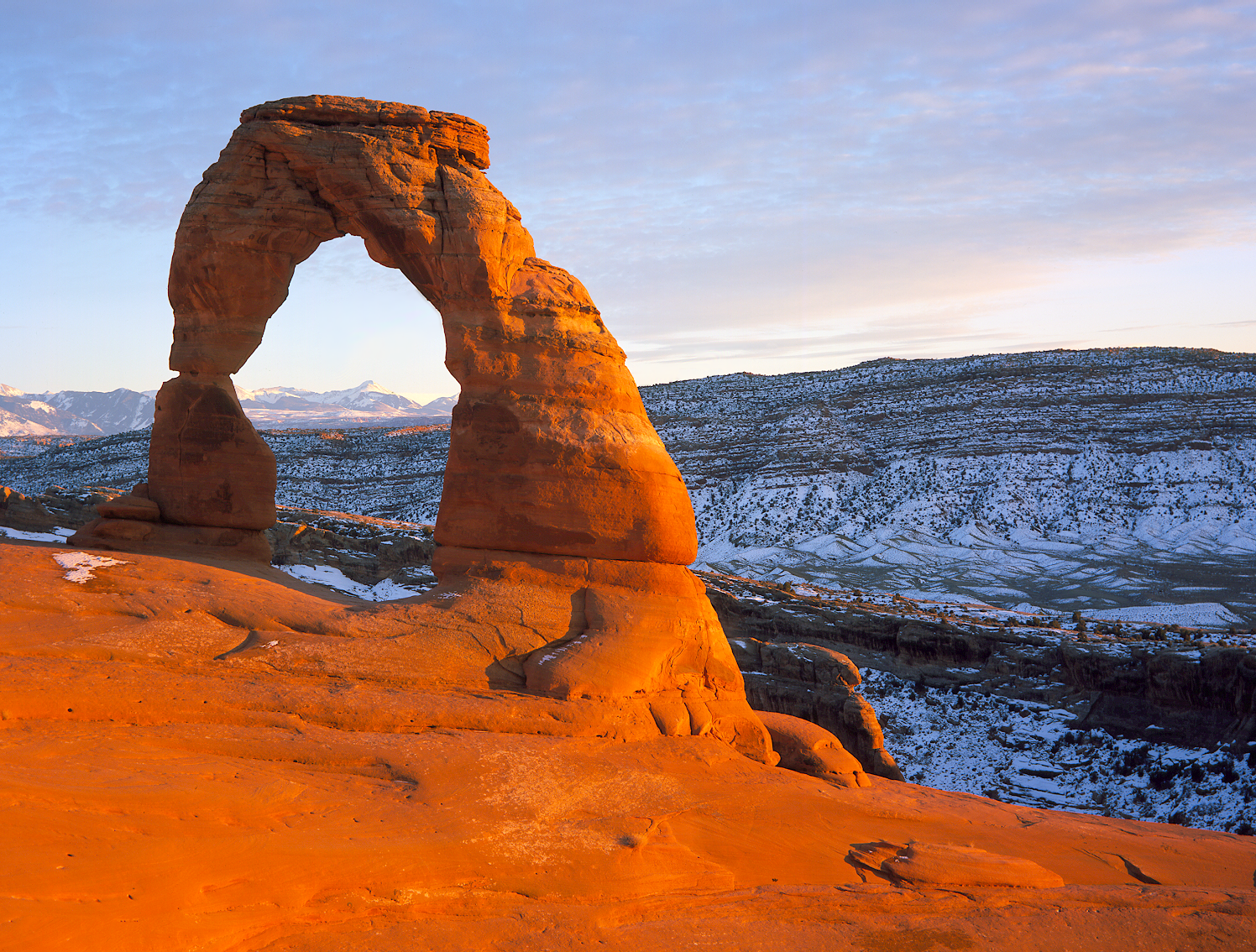
«طاق ظریف» (Delicate Arch) در پارک ملی آرچز

یوتا از نظر منابع طبیعی و پارک‌های ملی سرزمین بسیار غنی‌ای است.
پارک ملی کنیون لندز، پارک ملی کپیتول ریف، پارک ملی آرچز، دره یادبود، و پارک ملی برایس کنیون در جنوب این ایالت قرار دارند، و جنگل ملی کاریبو-تارگی در شمال آن.
از پارک‌های ملی دیگر می‌توان جنگل ملی دیکسی، جنگل ملی یواینتا-واساچ-کش، جنگل ملی فیشلیک، پارک ملی صهیون، و جنگل ملی مانتی-لا سال را نام برد.

## روابط با ایران
دولتمردان زیادی از ایران دانش آموختهٔ موسسات آموزش عالی یوتا هستند.
در سال ۱۹۵۰، ایالات متحده آمریکا در راستای سیاست هری ترومن و قرارداد موسوم به قرارداد اصل چهارم برنامه‌ای تأسیس کرد که USAID نام گرفت. از اینجا بود که دانشگاه ایالتی یوتا موظف شد که بین سالهای ۱۹۵۱ تا ۱۹۵۴ فناوری کشاورزی خود را به کشورهای در حال توسعه همانند ایران ارزانی دارد که در دهه ۱۹۶۰ نیز ادامه پیدا کرد.
دانشگاه یوتا نیز روابط مبسوطی را به ویژه با دانشگاه تهران برای تبادل دانشجو و محقق پایه‌ریزی نمود که سال‌ها ادامه داشت. تعداد زیادی دانش‌آموخته از این روابط حاصل شد، از جمله اردشیر زاهدی و علی اصغر سلطانیه.

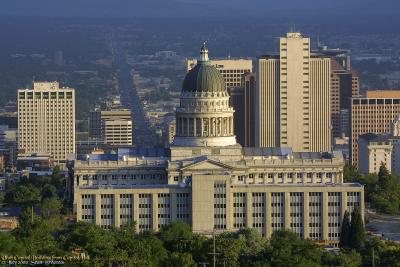
شهر سالت لیک سیتی شهر مرکزی ایالت است. ساختمان مرکزی ایالت یوتا در اینجا دیده می‌شود.

با اینحال، دانشگاه‌های یوتا از سال‌ها پیش (به جهت مشابهت اقلیمی بین ایران و یوتا) با ایران روابط و تبادلات علمی-فرهنگی انجام داده بودند. نخستین دانشجوی ایرانی که جهت تحصیلات رهسپار یوتا گشت متعلق به سال ۱۹۱۲ است. و در سال ۱۹۳۹، رضاشاه پهلوی از آمریکا درخواست فرستادن متخصصین کشاورزی به ایران نمود. فرانکلین هریس، استاد و رئیس دانشگاه بریگهم یانگ، در پاسخ به درخواست وی به ایران آمد.

## نگارخانه

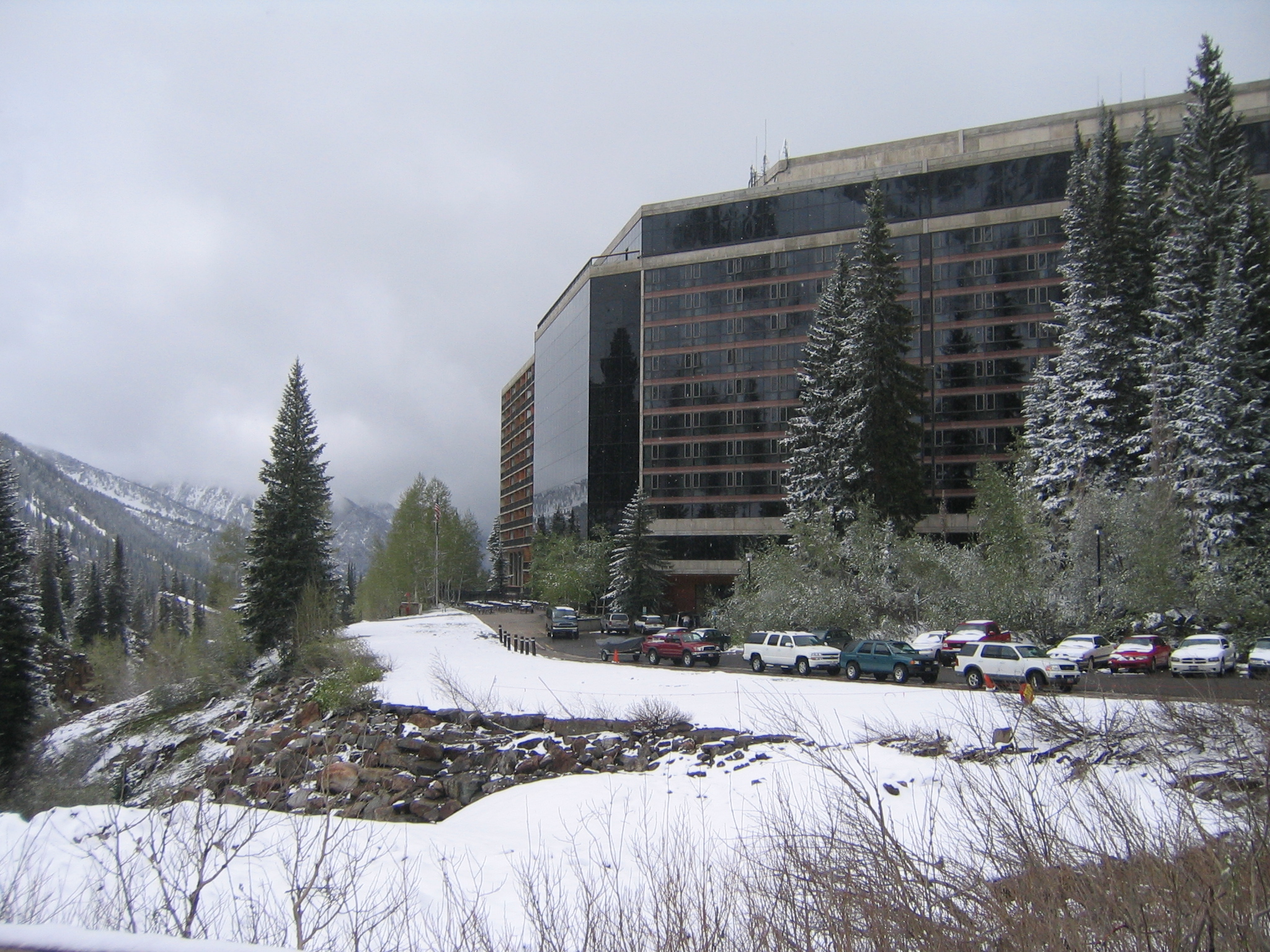
مرکز تفریحات اسکی اسنوبرد در ایالت یوتا
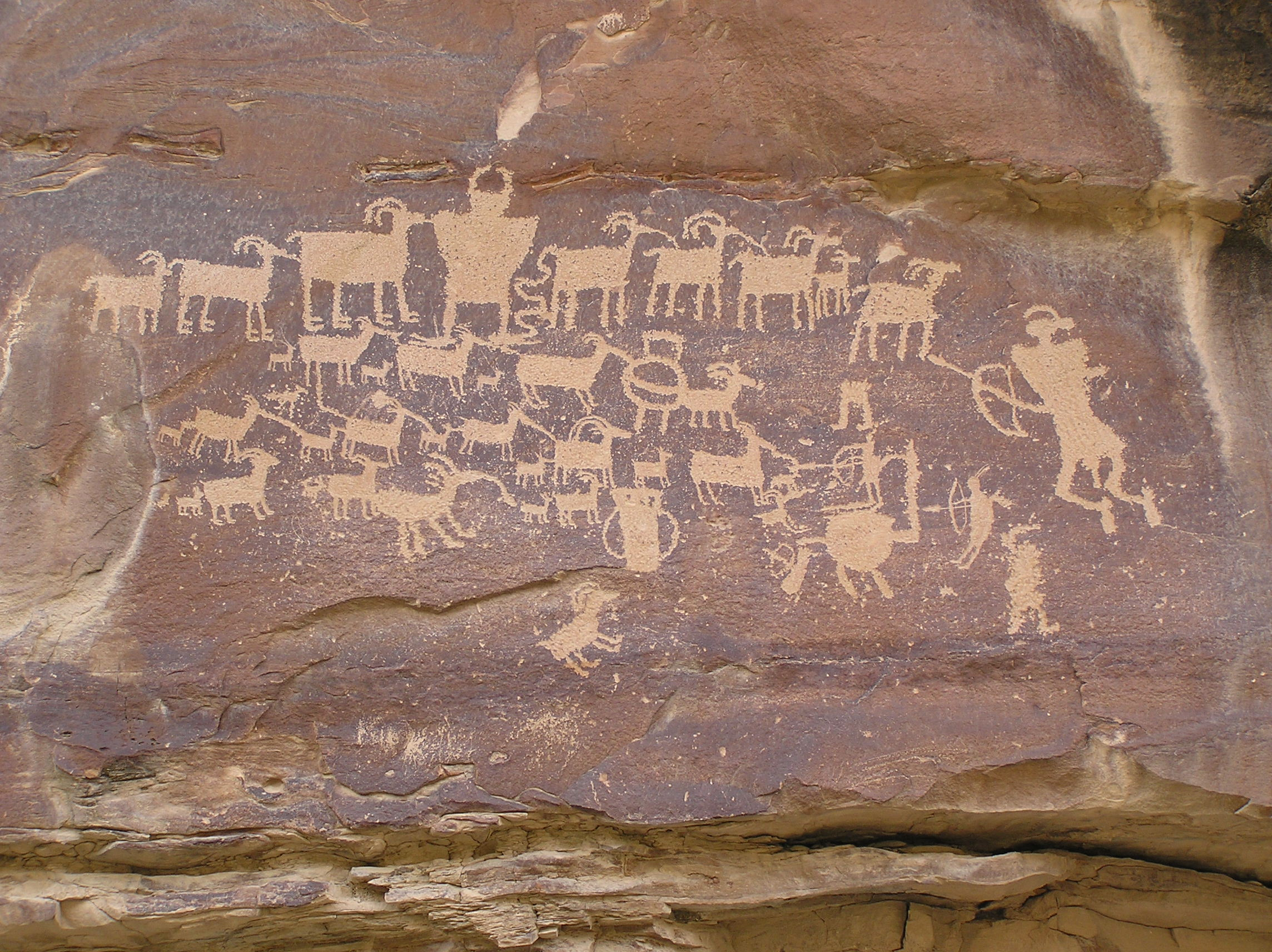
از آثار سرخ‌پوستان کهن این سرزمین سنگ نگاره‌های فراوان آنان است.
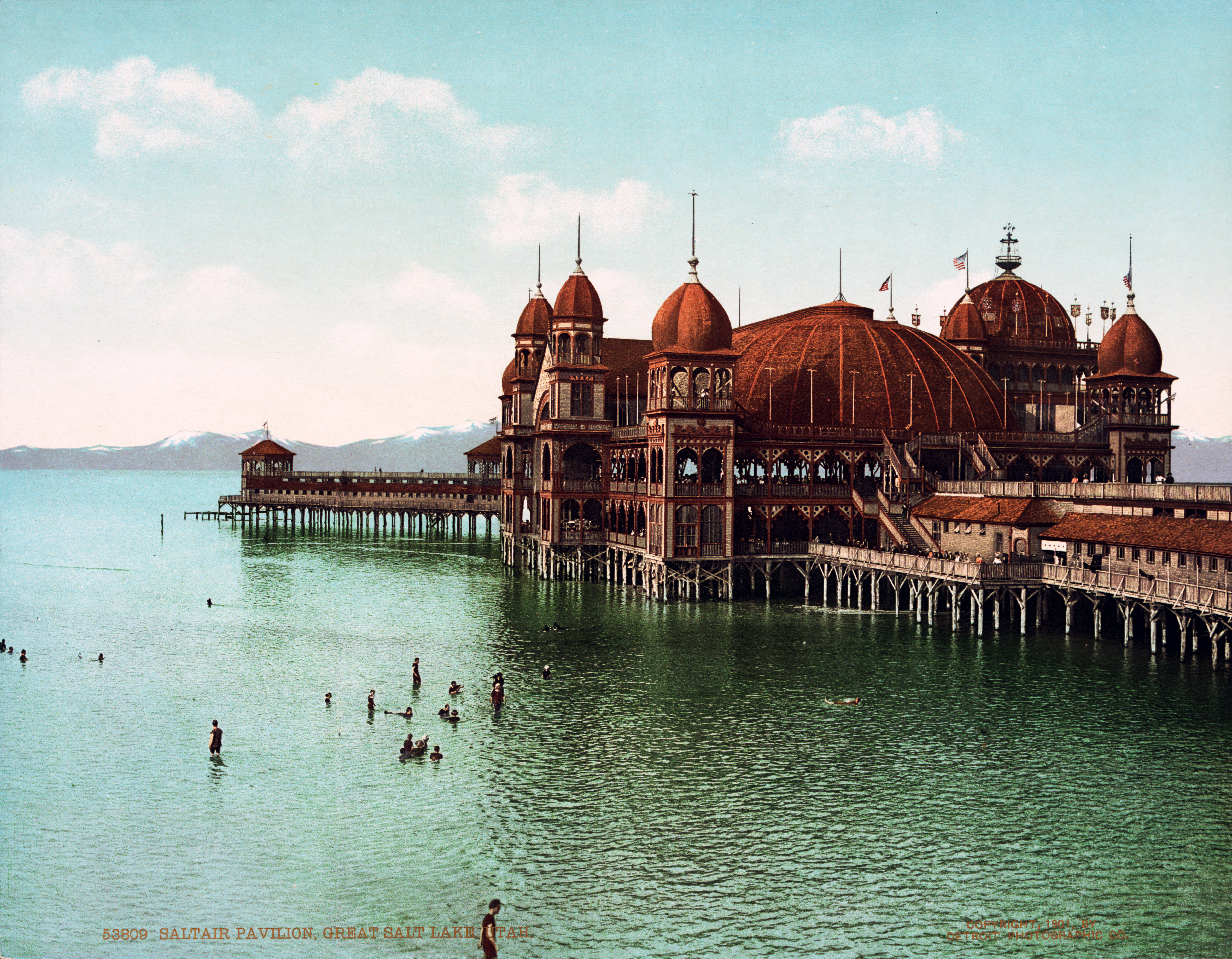
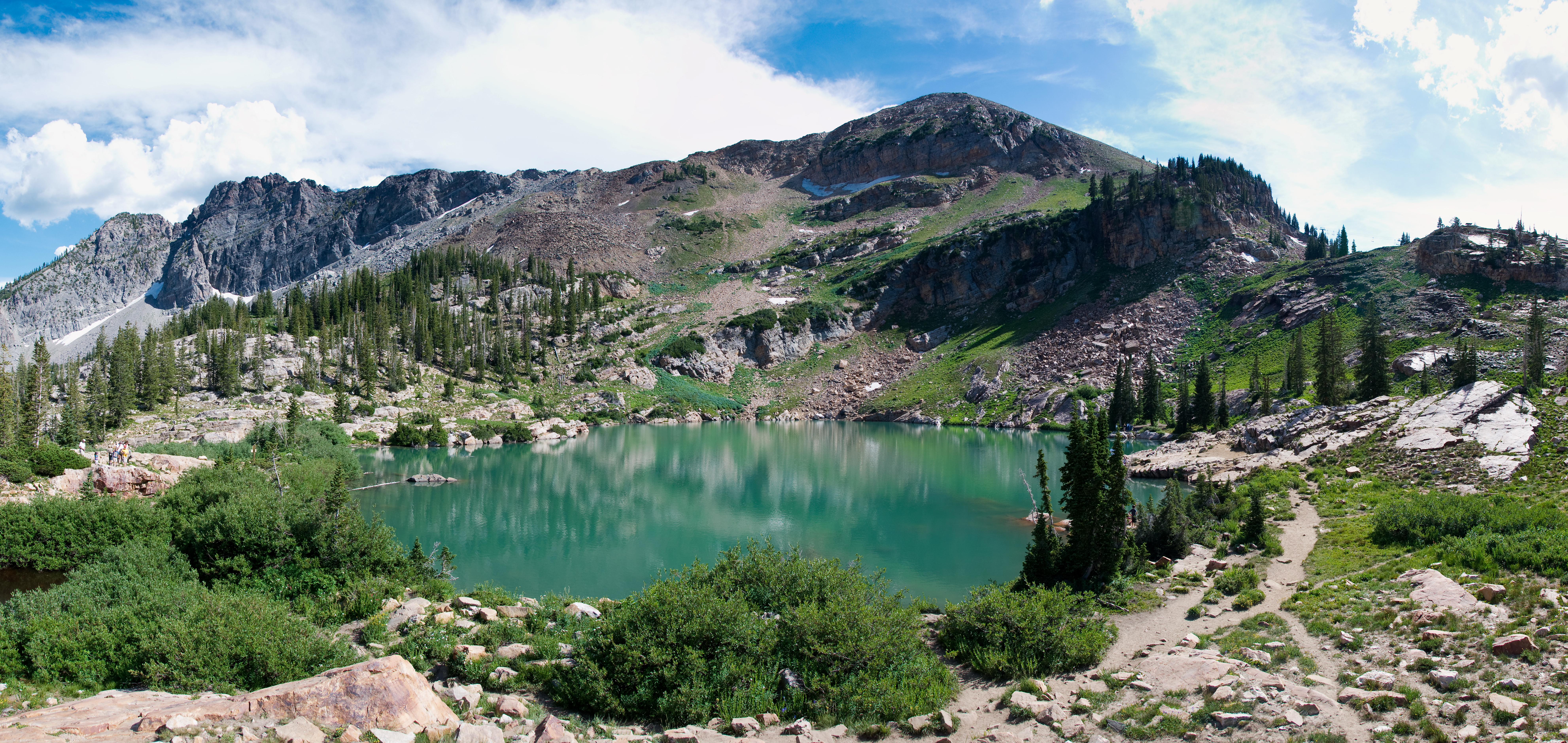
یوتا یک ایالت کوهستانیست